# Kasyldów
Kasyldów [pronunciación en polaco: /kaˈsɨlduf/] es un pueblo ubicado en el distrito administrativo de Gmina Krzywda, dentro del Condado de Łuków, Voivodato de Lublin, en Polonia oriental. Se encuentra aproximadamente a 11 kilómetros al noroeste de Krzywda, a 24 kilómetros al suroeste de Łuków, y a 74 kilómetros al noroeste de la capital regional Lublin.